# FC Red Star Merl-Belair
Der FC Red Star Merl-Belair  ist ein luxemburgischer Fußballverein aus Merl, einem Stadtteil im Westen von Luxemburg (Stadt).

## Geschichte
Der Verein wurde 1927 als FC Red Star Merl gegründet. Während der deutschen Besetzung Luxemburgs im Zweiten Weltkrieg wurde er 1940 in FV Merl umbenannt. 1944 erfolgte die Rückbenennung in den Gründungsnamen.
Die Zeit von Anfang bis Mitte der 1950er Jahre war die erfolgreichste der Vereinsgeschichte. Von 1952 bis 1957 spielte der Klub in der Nationaldivision, der höchsten luxemburgischen Spielklasse.
1952 erreichte Red Star das Finale des Coupe de Luxembourg, unterlag jedoch Red Boys Differdingen mit 0:1.
Seit 1970 heißt der Verein FC Red Star Merl-Belair.
1973 gelang Merl-Belair für zwei Jahre die Rückkehr in die Nationaldivision. Danach folgten mehrere Abstiege bis in die fünftklassige 3. Division.